# Embalse de Yecla de Yeltes
El embalse de Yecla es una obra de ingeniería hidroeléctrica española situada cerca de Yecla de Yeltes, en la provincia de Salamanca.
Comenzó a ser demolida el 11 de abril de 2018 por la Confederación Hidrográfica del Duero.